# Рудник Таштау
Рудник Таштау – колишнє гірничодобувне підприємство у Башкортостані.
Мідно-цинковоколчеданне золотовмісне родовище Таштау виявили в 1958-му. На початку 1970-х його запаси оцінили у 683 тисячі тон руди, яка містила 43 тисячі тон міді та 15 тисяч тон цинку. 
В якийсь момент на Таштау організували видобуток золота з використанням належної до Тубінського рудника Семенівської збагачувальної фабрики. 
Розробка мідно-цинкових руд Таштау почалась у 1993 (за іншими даними – 1996) році для забезпечення додатковим ресурсом Сібайської збагачувальної фабрики. Рудні тіла залягали на глибині від 30 до 135 метрів, тому видобуток вели відкритим (глибина карьеру перевищила 100 метрів) та підземним способами. Роботи завершили в 2002-му через випрацювання запасів, при цьому всього з родовища вилучили 575 (за іншими даними – 620) тисяч тон руди.